# Žemaičių Kalvarija
Žemaičių Kalvarija (en samogitiano: Žemaitiu Kalvarėjė) es una localidad en Lituania, región de Samogitia, distrito de Plungė. Tenía cerca de 800 habitantes (en 2001). 
Žemaičių Kalvarija es mencionada por primera vez en registros escritos en 1253 con el nombre de Gardė.
Desde el siglo XVII Žemaičių Kalvarija es un centro de peregrinación de toda Lituania. 

## Historia del nombre
En 1253 el lugar fue denominado Garde. En el siglo XVII, cuando se construyeron la iglesia principal y la carretera, la gente comenzó a llamarla Nueva Jerusalén, pero durante un tiempo fue nombrada Kalvarija, en honor al monte del Calvario. En el siglo XX se cambió el nombre de la ciudad a Žemaičių Kalvarija para evitar confundirla con otra ciudad en el suroeste de Lituania, llamada Kalvarija.
Durante la ocupación soviética entre 1964 y 1989, la ciudad tuvo el nombre de Varduva, pero en 1989 volvió a recuperar su nombre histórico.

## La gran fiesta religiosa
En el mes de julio se celebra la gran fiesta religiosa de Žemaičių Kalvarija (en lituano Didieji Žemaičių Kalvarijos atlaidai), cuyo origen se remonta al año 1742. En la ciudad hay 21 estaciones del Vía Crucis que recorren los peregrinos. Muchas iglesias católicas organizan viajes de peregrinación. Esta fiesta atrae principalmente a turistas de la Baja Lituania, y desde 2004 acuden también turistas y peregrinos de Polonia, Irlanda, Alemania y España.

## Imágenes

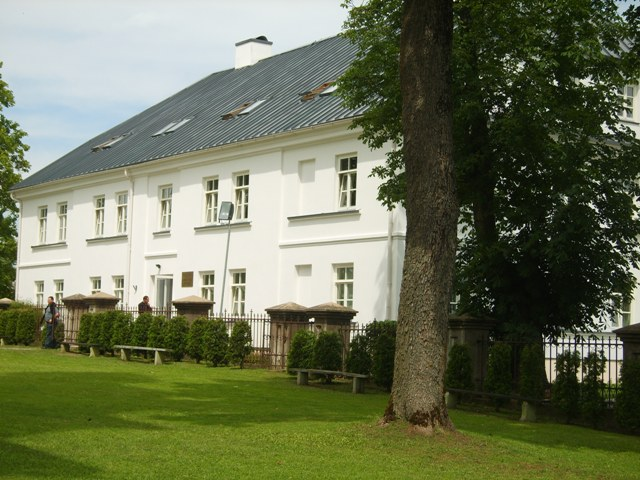
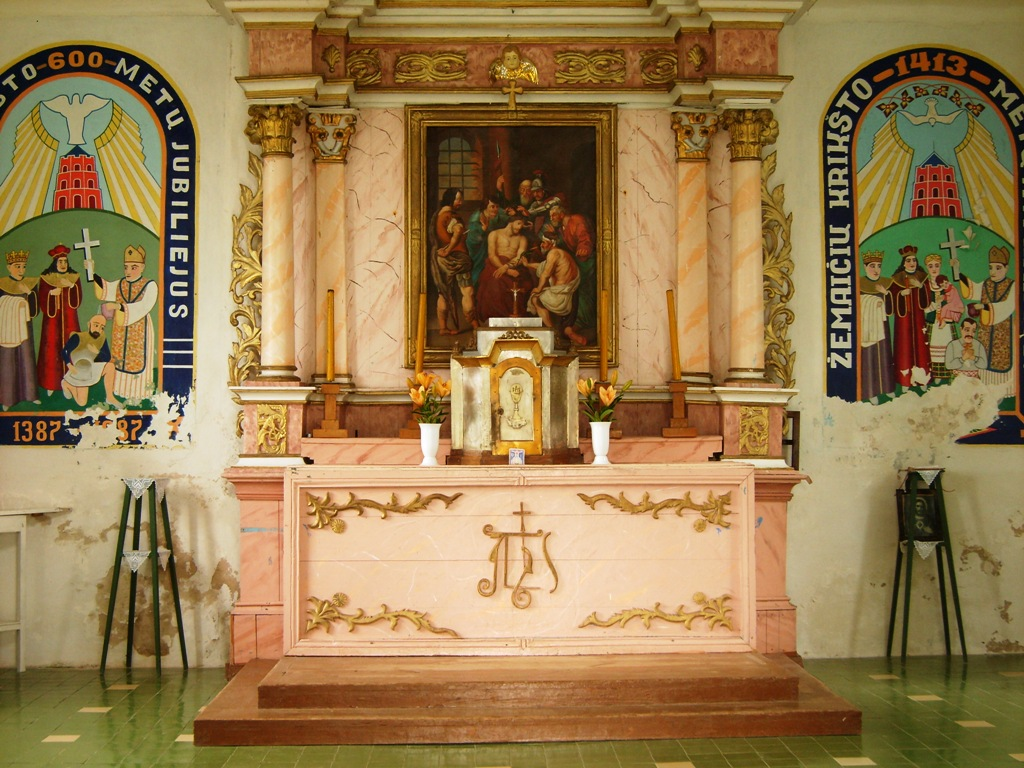
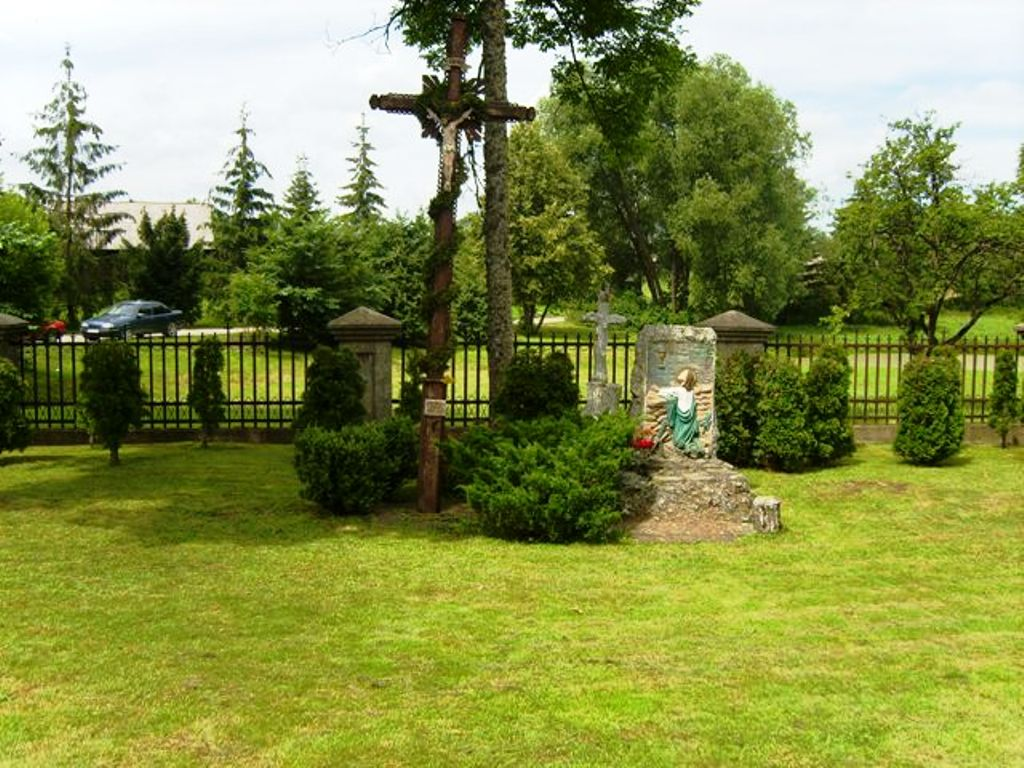
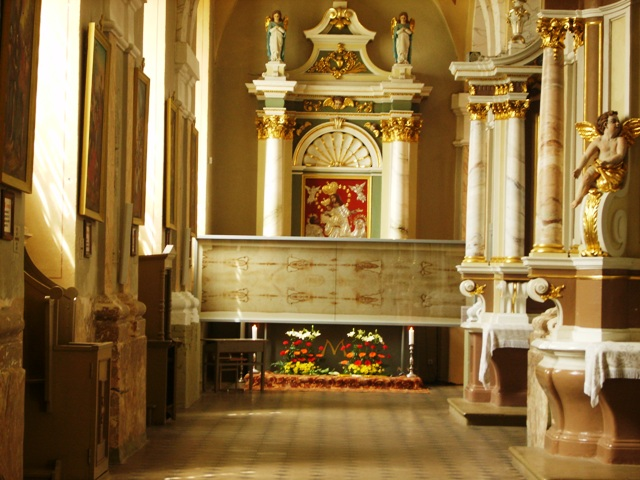
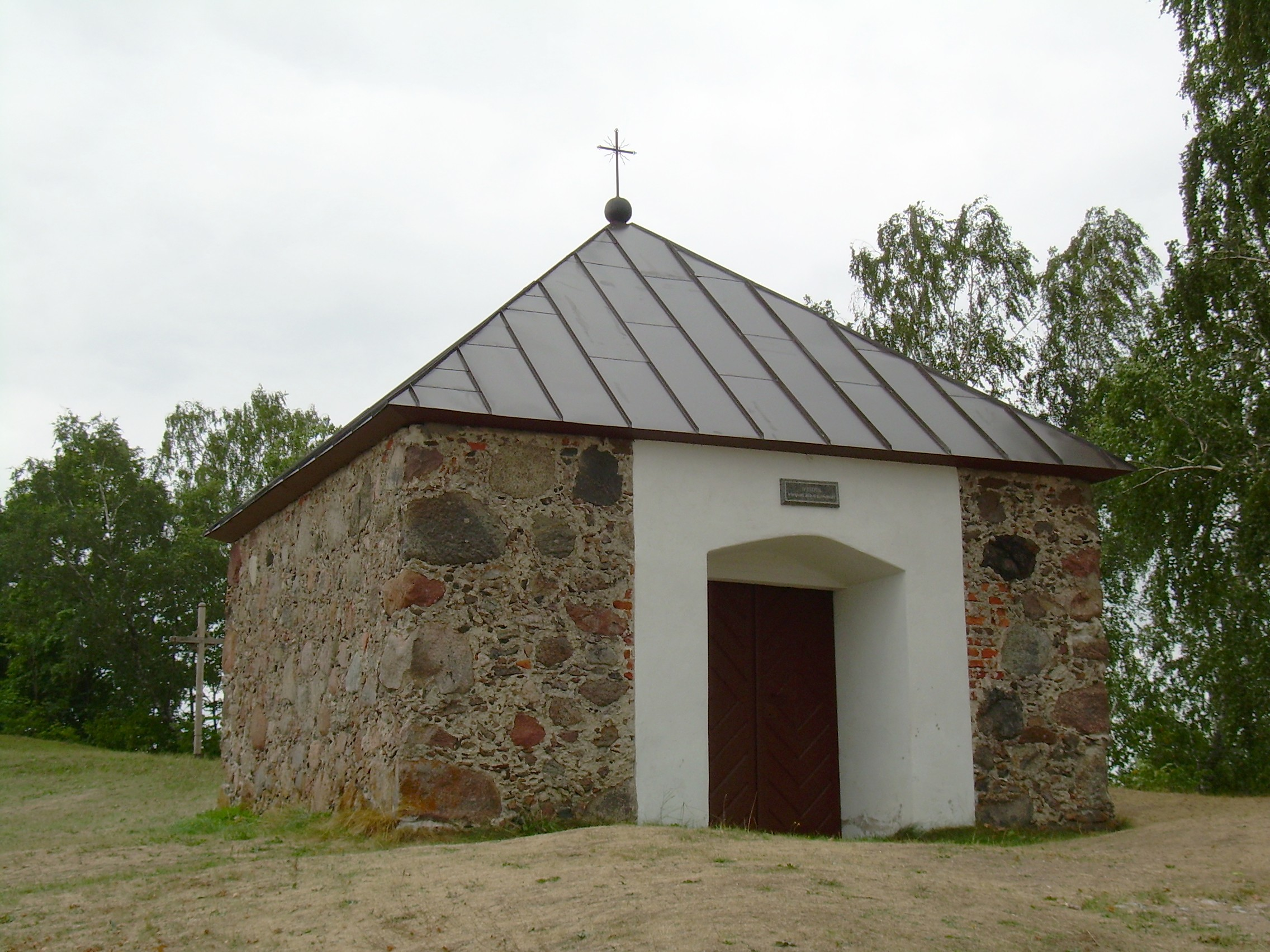
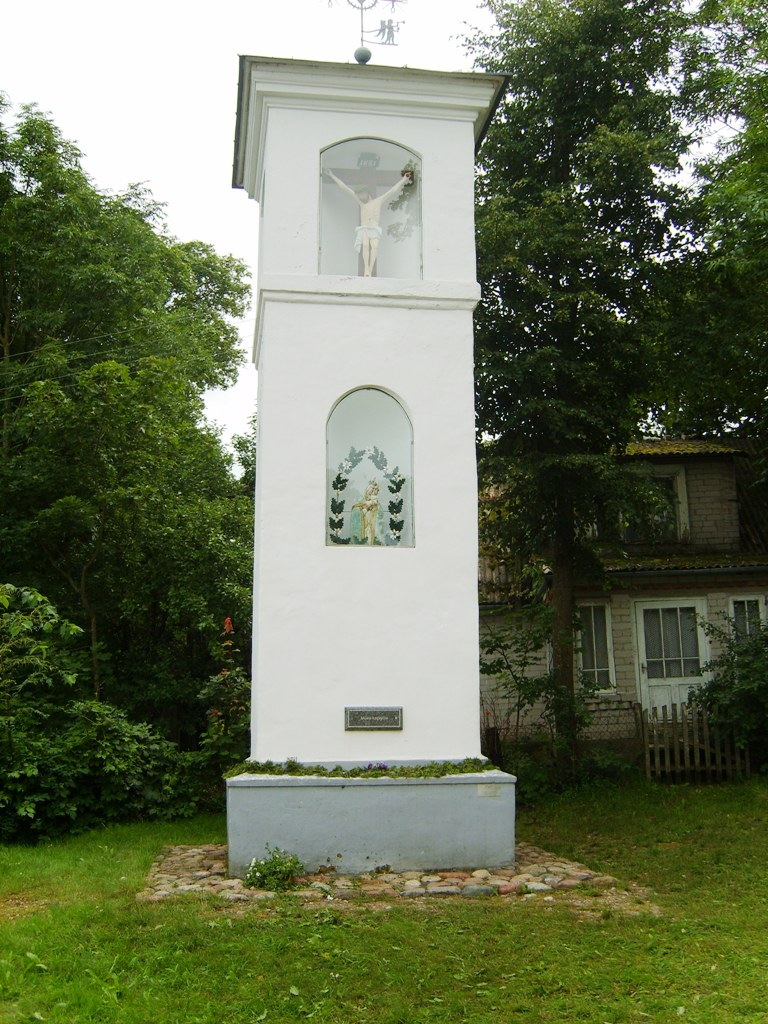